# Bredase Singelloop 2011
Bredase Singelloop 2011 is een hardloopevenement dat op 2 oktober 2011 werd gehouden in Breda. De hoofdafstand bedroeg de halve marathon (21,1 km). Hiernaast werden er ook hardloopwedstrijden georganiseerd over de afstanden 5 km, 10 km en 15 km. Ook was er een 10 km voor wheelers en een familieloop over 1800 meter.
De hoofdafstand werd gewonnen door de Keniaan Philip Langat in 1:01.58. Hij had slechts vier seconden voorsprong op zijn landgenoot Ezekiel Chebii. John Lotiang werd derde in 1:02.13 en maakte het Keniaanse podium compleet. Bij de vrouwen was het eveneens Kenia wat de klok sloeg. Elizeba Cherono won de wedstrijd in 1:11.42.
Tevens was de 21,1 km het toneel van het Nederlands kampioenschap halve marathon. Het was de twintigste keer dat de Atletiekunie een wedstrijd organiseerde met als inzet de nationale titel. De nationale titels werden gewonnen door Khalid Choukoud (zevende in 1:04.28) en Heleen Plaatzer (derde in 1:14.39).

## Uitslagen

### Mannen
| rang   | naam                 | land | tijd    | NK     |
| ------ | -------------------- | ---- | ------- | ------ |
| Goud   | Philip Langat        | KEN  | 1:01.58 |        |
| Zilver | Ezekiel Chebii       | KEN  | 1:02.02 |        |
| Brons  | John Lotiang         | KEN  | 1:02.13 |        |
| 4      | Alexander Tidony     | KEN  | 1:02.19 |        |
| 5      | Eliud Kiplagat       | KEN  | 1:03.31 |        |
| 6      | Simon Cheprot        | KEN  | 1:04.08 |        |
| 7      | Khalid Choukoud      | NED  | 1:04.28 | 1e NK  |
| 8      | Noureddine Htaibi    | MAR  | 1:04.32 |        |
| 9      | Abdelhadi El Hachimi | MAR  | 1:04.35 |        |
| 10     | Michel Butter        | NED  | 1:05.28 | 2e NK  |
| 11     | Thomas Poesiat       | NED  | 1:07.04 | 3e NK  |
| 12     | Ronald Schröer       | NED  | 1:08.08 | 4e NK  |
| 13     | Rens Dekkers         | NED  | 1:08.08 | 5e NK  |
| 14     | Marco Gielen         | NED  | 1:08.46 | 6e NK  |
| 15     | Jeroen van Erp       | NED  | 1:09.39 | 7e NK  |
| 16     | Huub Maas            | NED  | 1:09.41 | 8e NK  |
| 17     | Pip Tesselaar        | NED  | 1:10.19 | 9e NK  |
| 18     | Raymond vd Berg      | NED  | 1:10.30 | 10e NK |
| 19     | Oskar de Kuijer      | NED  | 1:10.34 | 11e NK |
| 20     | Roger Smeets         | NED  | 1:10.40 | 12e NK |

### Vrouwen
| rang   | naam                | land | tijd    | Nk     |
| ------ | ------------------- | ---- | ------- | ------ |
| Goud   | Elizeba Cherono     | KEN  | 1:11.42 |        |
| Zilver | Tatyana Vilisova    | RUS  | 1:13.51 |        |
| Brons  | Heleen Plaatzer     | NED  | 1:14.39 | 1e NK  |
| 4      | Ilse Pol            | NED  | 1:15.07 | 2e NK  |
| 5      | Hanna Vandenbussche | BEL  | 1:17.40 |        |
| 6      | Ingrid Versteegh    | NED  | 1:19.49 | 3e NK  |
| 7      | Nadezhda Wijenberg  | NED  | 1:20.15 | 4e NK  |
| 8      | Miriam van Reijen   | NED  | 1:21.06 | 5e NK  |
| 9      | Jacqueline Rustidge | NED  | 1:21.18 | 6e NK  |
| 10     | Inge de Jong        | NED  | 1:21.23 | 7e NK  |
| 11     | Fa Adda             | NED  | 1:21.49 | 8e NK  |
| 12     | Helen Sharpe        | ENG  | 1:23.22 |        |
| 13     | Radka Churanova     | CZE  | 1:23.38 |        |
| 14     | Yvonne Kassenberg   | NED  | 1:24.23 | 9e NK  |
| 15     | Carla Ophorst       | NED  | 1:25.08 | 10e NK |
| 17     | Petra Kamínková     | CZE  | 1:26.50 |        |

1992 · 
1993 · 
1994 · 
1995 · 
1996 · 
1997 ·
1998 ·
1999 · 
2000 · 
2001 · 
2002 · 
2003 · 
2004 · 
2005 · 
2006 · 
2007 · 
2008 · 
2009 · 
2010 · 
2011 · 
2012 · 
2013 · 
2014 · 
2015 · 
2016 ·
2017 ·
2018 ·
2019 ·
2022 ·
2023